# Abdu l-Wahid Aziz
Abdu l-Wahid Aziz (arabisch عبد الواحد عزيز, DMG ʿAbdu l-Wāḥid ʿAzīz, auch Abdul Wahid; * 1931; † 1982) war ein irakischer Gewichtheber.

## Karriere
Seinen größten Erfolg feierte Abdu l-Wahid Aziz bei den Olympischen Sommerspielen 1960, wobei er eine Bronzemedaille in der Gewichtsklasse bis 67,5 kg mit einer Leistung von 380 kg erringen konnte. Er holte bislang die einzige olympische Medaille für Irak.
Zudem holte er eine Bronzemedaille bei der Weltmeisterschaft 1959 mit 362,5 kg.